# Stichodactylidae
Stichodactylidae är en familj av koralldjur. Stichodactylidae ingår i ordningen havsanemoner, klassen Anthozoa, fylumet nässeldjur och riket djur. Enligt Catalogue of Life omfattar familjen Stichodactylidae 10 arter. 
Kladogram enligt Catalogue of Life:
| Stichodactylidae | \| \| Heteractis \| \| \| \| \| \| Stichodactyla \| \| \| \| |
|                  | \| \| Heteractis \| \| \| \| \| \| Stichodactyla \| \| \| \| |
|                  | Heteractis                                                   |
|                  |                                                              |
|                  | Stichodactyla                                                |
|                  |                                                              |